# Tachov (Liberec)
Tachov é uma comuna checa localizada na região de Liberec, distrito de Česká Lípa‎.